# Kambuz

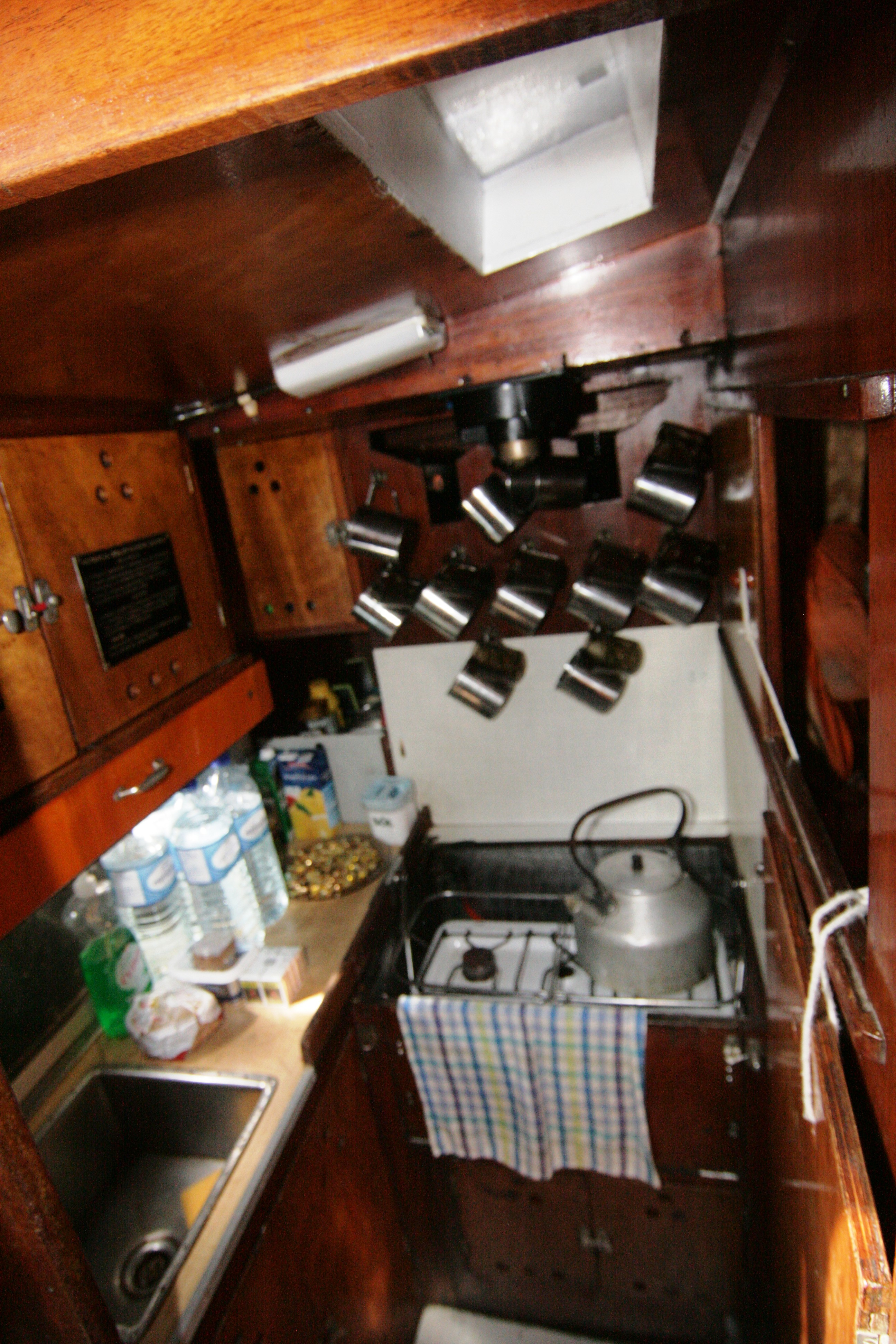
Kambuz na s/y Bies

Kambuz – wydzielona przestrzeń na jednostce pływającej przeznaczona do przyrządzania posiłków. W zależności od wielkości jednostki jest to osobne pomieszczenie albo wydzielony fragment pomieszczenia. W drugim przypadku kantorek kuchenny usytuowany jest zazwyczaj w pobliżu zejściówki, co umożliwia lepszą wentylację oraz dobre oświetlenie.
Ze względu bezpieczeństwa kuchnie mocuje się na tzw. kardanie, aby zapobiec wylaniu się przygotowanych potraw z garnków podczas przechyłów. Dodatkowo stanowisko kuka wyposażone może być w mocowania pasa lub handrelingi. 
Na żaglowcach często występuje również pentra, będąca pomieszczeniem bądź schowkiem na żywność.